# Liste der Wappen in Pforzheim
Diese Liste beinhaltet alle in der Wikipedia gelisteten Wappen des Stadtkreises Pforzheim in Baden-Württemberg, inklusive historischer Wappen. Fast alle Städte, Gemeinden und Kreise in Baden-Württemberg führen ein Wappen. Sie sind über die Navigationsleiste am Ende der Seite erreichbar.

## Wappen des Stadtkreises Pforzheim

### Stadtwappen in Pforzheim

Pforzheim[1]
Die Stadt Pforzheim in Baden-Württemberg

### Stadtteilwappen ehemaliger Gemeinden in Pforzheim

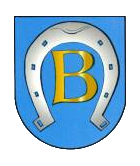
Brötzingen
Büchenbronn[3]
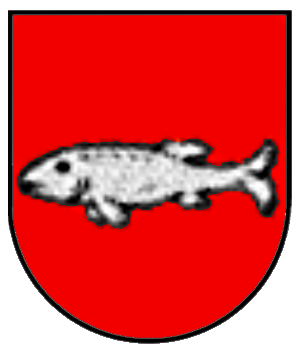
Dillstein
Eutingen an der Enz[5]
Hohenwart[6]
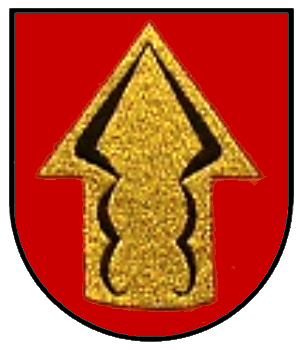
Huchenfeld
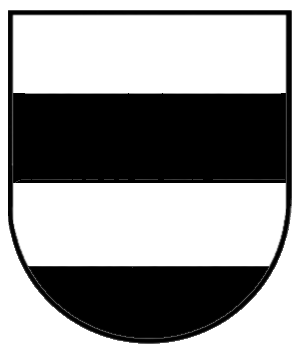
Weißenstein
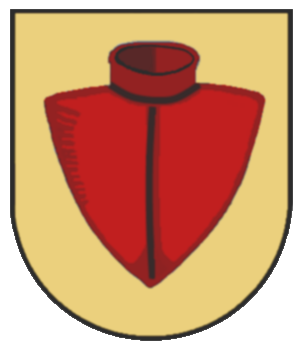
Würm

## Blasonierungen
1. ↑  Pforzheim: In gespaltenem Schild vorn in Gold ein roter Schrägbalken, hinten von Rot, Silber, Blau und Gold geteilt.
2. ↑  Brötzingen: In Blau ein silbernes Hufeisen, den goldenen Großbuchstaben B umschließend.
3. ↑  Büchenbronn: In Silber ein rotes Geweih mit Grind, zwischen den Stangen schwebend ein mit einem goldenen Sparren belegter schwarzer Schild.
4. ↑  Dillstein: In Rot ein silberner Fisch.
5. ↑  Eutingen an der Enz: In Rot ein goldenes Hufeisen.
6. ↑  Hohenwart: In Rot auf grünem Boden ein goldenes Doppelkreuz mit Kleeblattenden.
7. ↑  Huchenfeld: In Rot eine gestürzte goldene Pflugschar.
8. ↑  Weißenstein: Von Silber und Schwarz dreimal geteilt.
9. ↑  Würm: In Gold eine rote Pflugschar.